# Luzula longiflora
Luzula longiflora är en tågväxtart som beskrevs av George Bentham. Luzula longiflora ingår i Frylesläktet som ingår i familjen tågväxter. Inga underarter finns listade i Catalogue of Life.